# Gunnerside
Gunnerside – wieś w Anglii, w hrabstwie North Yorkshire, w dystrykcie (unitary authority) North Yorkshire. Leży 80 km na północny zachód od miasta York i 345 km na północ od Londynu.